# Еляково (Костромская область)
Еляково — деревня в Чухломском муниципальном районе Костромской области. Входит в состав Петровского сельского поселения

## География
Находится в северной части Костромской области на расстоянии приблизительно 21 км на восток-юго-восток по прямой от города Чухлома, административного центра района.

## История
В 1858 году принадлежала подпоручику Н. П. Лермонтову, родственнику поэта. В 1872 году здесь было учтено 9 дворов, в 1907 году —11.

## Население
Постоянное население составляло 38 человек (1872 год), 43 (1897), 54 (1907), 3 в 2002 году (русские 100 %), 1 в 2022.